# エレオノーラ・ダンジョ
エレオノーラ・ダンジョ（Eleonora d'Angiò, 1289年8月 - 1341年8月9日）は、シチリア王フェデリーコ2世の王妃。父はナポリ王カルロ2世、母はハンガリー王イシュトヴァーン5世の娘マーリアで、2人の間の三女である。

## 生涯
1302年にフェデリーコ2世と結婚した。ナポリ王家のアンジュー家とシチリア王家のアラゴン家（バルセロナ家）とはシチリアを巡って争ってきたが、この結婚はその和平の一環として行われた。なお、1295年にはフェデリーコ2世の兄で当時シチリア王を兼ねたアラゴン王ハイメ2世とエレオノーラの姉ビアンカ（ブランカ）が、1297年にはフェデリーコの妹ビオランテ（ヨランダ）とエレオノーラの兄ロベルト（のちのナポリ王）がそれぞれ結婚している。
エレオノーラとフェデリーコ2世の間には、シチリア王位を継いだ長男ピエトロ2世をはじめとして5男4女が生まれた。
- ピエトロ2世（1304年 - 1342年）　シチリア王
- ルッジェーロ（1305年）
- マンフレーディ（1306年 - 1317年）
- コスタンツァ
- イザベッラ（1310年 - 1349年）　バイエルン公シュテファン2世と結婚
- グリエルモ（1312年 - 1338年）　ターラント公
- ジョヴァンニ（1317年 - 1348年）　ランダッツォ公
- カタリーナ（1320年 - 1342年）
- マルゲリータ（1331年 - 1360年）　ライン宮中伯ルドルフ2世と結婚